# Jean-Pons-Guillaume Viennet
Pour les articles homonymes, voir Jean Pons (homonymie), Pons et Viennet.
Jean Pons Guillaume Viennet, né le 18 novembre 1777 à Béziers et mort le 10 juillet 1868 au Val-Saint-Germain, est un homme politique, poète et dramaturge français, membre de l'Académie française.

## Biographie
Sa longue carrière, de militaire d'abord et d'homme public ensuite, d'écrivain dramatique et de poète, traversée par les révolutions politiques et les guerres littéraires, est pleine d'incidents et de péripéties. Il eut la capacité de s'élever sous divers pouvoirs à toutes les dignités littéraires et politiques, tout en atteignant aux dernières limites de l'impopularité. « J'ai compté, disait-il, jusqu'à cinq cents épigrammes par an contre moi ; tout échappé de collège qui entrait dans un feuilleton croyait me devoir son premier coup de pied ». Son nom a servi de tête de Turc aux républicains et aux romantiques ; mais il savait se venger par une fable ou une épître de ses ennemis les plus acharnés.

### Origines familiales
Il était fils du conventionnel Jacques Joseph Viennet et neveu du prêtre Louis Esprit Viennet, qui fut, pendant quarante ans, curé de l'église Saint-Merri à Paris, et qui, en 1790, prêta serment à la constitution civile du clergé.

### Carrière militaire sous Napoléon
Après avoir fait d'excellentes études au collège de Béziers et présidé, pendant les premiers temps de la Révolution, le club des enfants de son âge, il fut destiné par sa famille à l'état ecclésiastique. Mais il préféra, à 19 ans, entrer comme lieutenant en second dans l'artillerie de marine. Sa première campagne ne devait pas être heureuse. Envoyé à Brest, puis à Lorient, il fut, le 21 avril 1797, embarqué sur le vaisseau l'Hercule. Ce bâtiment n'avait pas plus tôt gagné le large, qu'il se voyait donner la chasse par deux croiseurs britanniques. Quelques salves d'artillerie plus tard, l'équipage de l'Hercule, réduit de plus de moitié, devenait prisonnier des Britanniques. Le lieutenant Viennet resta pendant sept mois prisonnier sur les pontons de Plymouth. La poésie le consola des rigueurs du sort; il se fit même acteur. Sur le théâtre qu'il réussit à monter à bord de sa prison maritime, les pièces composées par lui alternaient avec les tragédies et les vaudevilles du temps. À la faveur d'un échange de prisonniers, il recouvra la liberté, et il réintégra son corps d'origine.
En 1812, il obtint la faveur de venir à Paris ; il écrivit alors beaucoup, des épîtres, des tragédies, des comédies, des poèmes. Quelques-unes de ses épîtres remportèrent des prix aux Jeux Floraux. Il tentait de faire jouer son Clovis, tragédie en 5 actes, au Théâtre-Français, lorsqu'il reçut l'ordre de rejoindre immédiatement son régiment en marche pour la Saxe. Il partit et fit comme capitaine la campagne de Saxe (1813), assista à la bataille de Lützen, à celle de Bautzen, où il fut décoré de la main de l'empereur. Dans la désastreuse journée de Leipzig, il fut fait prisonnier, et il ne rentra en France qu'avec la Restauration, à laquelle il s'attacha avec un certain empressement.

### Première et deuxième Restauration

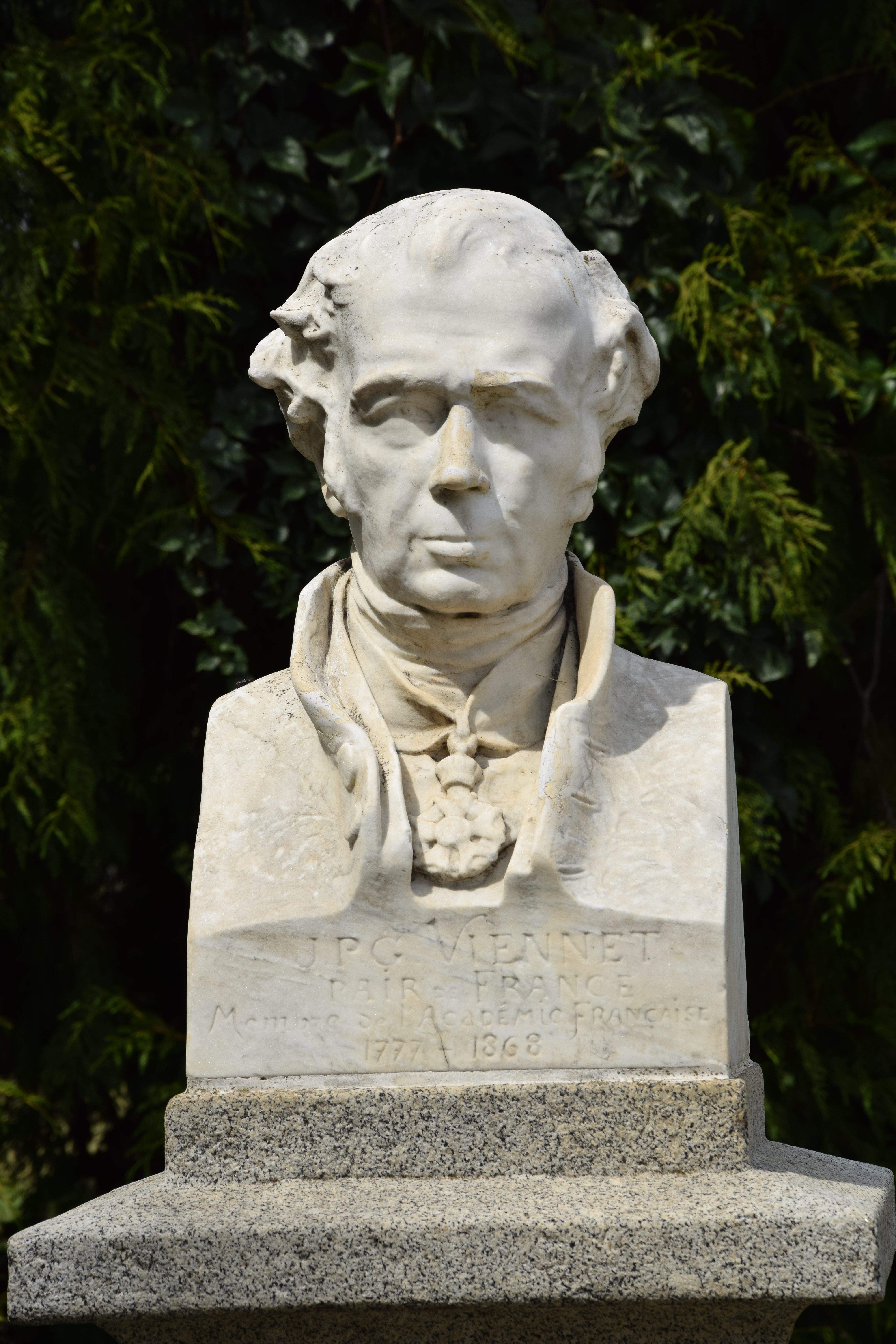
Jean Pons Guillaume Viennet. Buste du jardin des poètes à Béziers.

Il devint aide de camp du général de Montélégier, lui-même aide de camp du duc de Berry. Les Cent-Jours ne le ramenèrent pas au système impérial; il refusa de voter pour l'acte additionnel, ce qui faillit lui procurer un voyage à Cayenne. Il ne dut qu'aux instances de Cambacérès, ami de son père, de voir révoquer l'ordre déjà signé par le ministre Denis Decrès.
Les Bourbons reparurent; mais Viennet n'ayant pas suivi le duc de Berry à Gand, on le lui reprocha, bien qu'il eût refusé son adhésion au régime précédent. Laissé sans emploi, il reprit la plume et se fit journaliste. Il collabora à l'Aristarque, au Journal de Paris, au Constitutionnel, jusqu'à ce qu'il fut enfin admis, grâce à Gouvion Saint-Cyr, dans le corps royal d'état-major. De cette époque datent ses nombreuses Épîtres.
Le 17 juillet 1820, il donna à l'Académie de musique un opéra en un acte, Aspasie et Périclès, musique de Daussoigne, neveu et élève de Méhul ; l'excellente partition de ce jeune maître lutta pendant seize représentations contre la funeste influence d'un livret dépourvu d'intérêt sans pouvoir commander le succès. Un peu plus tard, le 19 octobre, sa tragédie Clovis vit enfin le feu de la rampe, au Théâtre-Français, et eut du succès. Il écrivit de nombreuses autres pièces, surtout des tragédies, qui ne furent, elles, pas représentées.
Nommé chef d'escadron à l'ancienneté en 1823, il fut rayé des cadres en 1827 à la suite de la publication de son Épître aux chiffonniers en faveur de la liberté de la presse, protestation spirituelle et hardie contre une législation à la fois odieuse et absurde. Il n'en fallut pas davantage pour le rendre populaire, et, le 21 avril 1828, il fut élu député du 2e arrondissement électoral de l'Hérault (Béziers).
Il prit rang parmi les membres de la gauche, soutenant de son vote, et quelquefois de ses discours, cette opposition parlementaire qui allait aboutir à la révolution de 1830. Il vota l'adresse des 221. Réélu le 23 juin 1830 avec 55 % des votants, il contribua à l'établissement de la monarchie de Juillet, et ce fut lui qui lut au peuple, à l'Hôtel de ville, le 31 juillet, la nomination du duc d'Orléans comme lieutenant général du royaume.

### Monarchie de Juillet

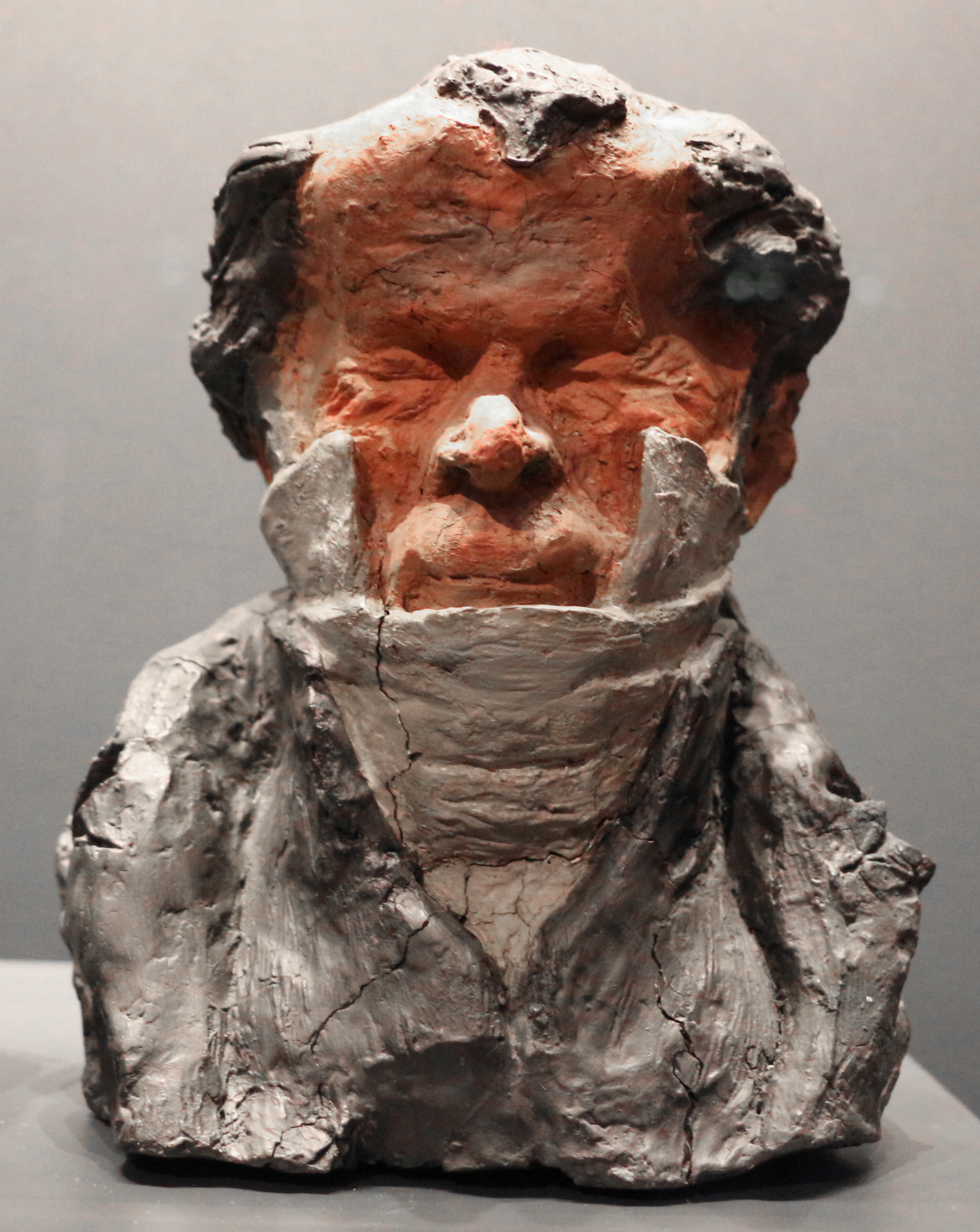
Caricature par Honoré Daumier

Le nouveau roi restitua à Viennet son grade de chef de bataillon. Réélu député le 5 juillet 1831 avec 65 % des votants, il siégea dans la majorité ministérielle. Se dévouant sans compter, mais avec la fougue intolérante de son esprit, il était comme l'enfant terrible de son parti et disait tout haut les projets, les espérances ou les mots d'ordre de la réaction. À la Chambre, il poursuivait de ses sorties véhémentes, de ses attaques piquantes et soudaines les républicains, qu'il appelait les stipendiés de l'émeute, et il se vit bientôt, en retour, sifflé et bafoué. Point de mire du Charivari et de la Caricature, il fut mis à toutes les sauces de la malignité, du sarcasme et du dénigrement.
L'Académie française lui ouvrit ses portes le 18 novembre 1830 ; il succédait au comte de Ségur au fauteuil 22. L'Académie fit ainsi une place dans son sein à celui qui fut, avec Baour-Lormian, un des chefs les plus opiniâtres de la résistance absolue aux tentatives du romantisme.
Ami particulier de Louis-Philippe, celui-ci l'éleva à la dignité de pair le 7 novembre 1839. Avec une verve toute méridionale, Viennet n'en poursuivit pas moins ses travaux littéraires (romans, opéras, tragédies, comédies, épîtres et fables) comme ses débats politiques véhéments. Mais le pair ne fut pas plus ménagé que ne l'avait été le député, et les choses durèrent ainsi jusqu'en février 1848 ; les événements de cette époque l'arrachèrent à la fois de son banc du Luxembourg et de la politique militante ; les journaux satiriques, occupés ailleurs, lâchèrent un instant leur proie. Plus tard, on lui sut même gré de s'être montré très digne et très ferme vis-à-vis des hommes du 2 décembre.

### Le franc-maçon
Dignitaire franc-maçon du Rite écossais ancien et accepté pour la France et ses colonies, devenu le « Très Puissant Souverain Grand Commandeur » du « Suprême Conseil de France » (Rite écossais ancien et accepté) de 1860 à 1868, il combattit énergiquement pour l'indépendance de ce rite, lorsque le pouvoir, par un abus de son autorité, manifesta la prétention de le réunir au Rite français sous la direction du maréchal Magnan. Le vieillard retrouva alors toute la verdeur de la jeunesse, et la façon dont il tint tête à l'orage lui valut un regain de cette popularité que, depuis la Restauration, il n'avait plus connue.
Il poursuivit ses travaux littéraires presque jusqu'à son dernier jour. Il s'éteignit au Val-Saint-Germain, près de Dourdan, à l'âge de 90 ans. Il est enterré avec son épouse au cimetière du Père-Lachaise (54e division) derrière la chapelle du duc de Morny.
Il avait rédigé lui-même sa propre notice dans le Dictionnaire de la conversation, auquel il a fourni des articles. D'Haussonville, qui le remplaça à l'Académie française, fit son éloge le 31 mars 1870.

## Principales œuvres
Les échecs que Viennet a rencontrés au théâtre ne l'ont jamais découragé d'écrire, et cette production littéraire dura toute sa longue vie. Plusieurs œuvres non représentées, rejetées par l'Opéra ou par les théâtres, ne figurent pas ci-dessous.
- Épîtres, 1813, première œuvre publiée
- Aspasie et Périclès, opéra en 1 acte, musique de Daussoigne, Paris, théâtre de l'Académie royale de musique, 17 juillet 1820 ;
- Clovis, tragédie en 5 actes, Paris, Théâtre Français, 19 octobre 1820 ;
- Promenade philosophique au cimetière du Père-Lachaise[3] (1824) ;
- Le Siège de Damas, poème en cinq chants, précédé d'une préface sur les classiques et les romantiques (1825) ;
- Sigismond de Bourgogne, tragédie en 5 actes, Paris, les Comédiens ordinaires du Roi, 10 septembre 1825 ;
- Sédim, ou les Nègres, poème en trois chants (1826) ;
- La Tour de Montlhéry, histoire du XIIe siècle, roman (1833, 3 vol.), réimprimés dans la collection des Romans illustrés;
- Le Château Saint-Ange, roman (1834, 2 vol.) ;
- Les Serments, comédie en 3 actes et en vers, Paris, Théâtre-Français, 16 février 1839 ;
- Fables (1843) ;
- Michel Brémond[4], drame en 5 actes, en vers, Paris, théâtre de la Porte-Saint-Martin, 7 mars 1846 ;
- Épîtres et satires, suivies d'un Précis historique sur la satire chez tous les peuples (1845) ;
- La Course à l'héritage, comédie en 5 actes, en vers, Paris, second Théâtre-Français (Odéon), 29 avril 1847 ;
- Le Chêne et ses commensaux, fable (1849) ;
- L'0s à ronger (1849) ;
- La Jeune Tante, comédie en 3 actes et en vers (1854) ;
- Arbogaste, tragédie sur Arbogast (général romain) en 5 actes (1859) ;
- Richelieu, drame en 5 actes en prose (1859) ;
- Selma, drame en 1 acte, en vers, Paris, théâtre de l'Odéon, 14 mai 1859 ;
- La Franciade, poème en dix chants (1863) ;
- Histoire de la puissance pontificale (1866, 2 vol.), dirigé contre le pouvoir temporel des papes ;
- Souvenirs de la vie militaire de Jean Pons Guillaume Viennet, de l'Académie française (1777-1819), préfacés et annotés par MM. Albert Depréaux et Pierre Jourda (1929) ;
- Journal de Viennet, pair de France, témoin de trois règnes, 1817-1848. Préface et postface par le duc de La Force (1955).